# Хасагич, Кенан
Кенан Хасагич (сербохорв. Kenan Hasagić / Кенан Хасагић; родился 1 февраля 1980, Какань) — боснийский футболист, вратарь, тренер.

## Карьера

### Клубная
Воспитанник клубов «Рудар» и «Младость» из города Какань. Карьеру начал в 1998 году в австрийском «Форвертсе» из города Штайр, в рамках чемпионата провёл 21 игру. После вылета «Форвертса» из Бундеслиги перешёл в турецкий «Алтай», но там не смог закрепить за собой место в основном составе, несмотря на 42 игры. В 2001 году он вернулся в Боснию: сначала выступал в родном «Рударе», затем в «Босне», а вскоре перешёл в столичный «Железничар», в котором стал основным вратарём. В 2004 году на него обратили внимание турецкие клубы, и в том же году он стал игроком «Газиантепспора», а через 3 года перешёл в «Истанбул ББ».

### В сборной
Первую игру в сборной провёл 12 февраля 2003 года против Уэльса (2:2). Всего сыграл более 40 игр.

## Личная жизнь
Был женат (жена Дияна). Есть три дочери: Ильда, Иман и Инам.